# Jeff Koons
Jeff Koons (født 21. januar 1955 i York, Pennsylvania, USA) er en kontroversiel amerikansk kunstner.
Jeff Koons er især kendt for sin blanding af porno og kunst. Han lavede i 1990 -1991 en billedserie ved navn Made in Heaven med sig selv og sin kone, pornostjernen Ilona Staller. Billederne har en snert af pornografi, men Jeff Koons kalder det kunst.

## Ekstern henvisning
- Wikimedia Commons har flere filer relateret til Jeff Koons
- Jeff Koons Arkiveret 30. april 2011 hos  Wayback Machine